# Krystyna Grzybowska (dziennikarka)

Nagrobek Macieja Rybińskiego i jego żony Krystyny Grzybowskiej na Cmentarzu Powązkowskim

Krystyna Grzybowska-Rybińska (ur. 31 grudnia 1940 w Wilnie, zm. 20 września 2018) – polska dziennikarka, publicystka.

## Życiorys
Podczas stanu wojennego po 13 grudnia 1981 nie przeszła pozytywnej weryfikacji politycznej przeprowadzanej przez władze komunistyczne wobec dziennikarzy i wyemigrowała do Niemiec. W latach 90. była korespondentką „Rzeczpospolitej” w Bonn. Po powrocie do Polski współpracowała z „Gazetą Polską”, „Niezależną Gazetą Polską – Nowe Państwo”, z portalem „wPolityce.pl” i wcześniej z tygodnikiem „Wprost”. Zajmowała się polityką zagraniczną Polski, stosunkami polsko-niemieckimi i Unią Europejską.
Była wdową po Macieju Rybińskim, matką dziennikarki Aleksandry Rybińskiej.
Zmarła 20 września 2018. Pośmiertnie odznaczona przez Andrzeja Dudę Krzyżem Kawalerskim Orderu Odrodzenia Polski „za wybitne zasługi w twórczości publicystycznej i pracy dziennikarskiej, za zasługi w działalności na rzecz przemian demokratycznych w Polsce”.